# Median-Schneefeld
Das Median-Schneefeld ist ein großes Schneefeld im westantarktischen Queen Elizabeth Land. In den Pensacola Mountains liegt es zwischen dem Torbert Escarpment der Neptune Range und dem südlichen Teil der Forrestal Range.
Der United States Geological Survey kartierte es anhand eigener Vermessungen und mithilfe von Luftaufnahmen der United States Navy aus den Jahren von 1956 bis 1966. Das Advisory Committee on Antarctic Names benannte es 1968 nach seiner geografischen Lage zwischen der Neptune Range und der Forrestal Range.